# رشاد سميث
رشاد سميث (بالإنجليزية: Rashad Smith)‏ هو منتج أسطوانات أمريكي، ولد في 1972 في كارولاينا الشمالية في الولايات المتحدة.

## وصلات خارجية
- رشاد سميث على موقع ميوزك برينز (الإنجليزية)
- رشاد سميث على موقع أول ميوزيك (الإنجليزية)
- رشاد سميث على موقع ديسكوغز (الإنجليزية)